# 少女のみる夢
『少女のみる夢』（しょうじょのみるゆめ）は、2016年7月4日の月曜1時40分から2時40分（日曜深夜）にテレビ朝日系列で放送された単発テレビドラマである。第15回テレビ朝日新人シナリオ大賞作品。
昏睡状態となった2人の少女の意識が身体から幽体離脱することによって、不思議な心の交流が始まるドラマである。2人の少女役を演じる乃木坂46の齋藤飛鳥と星野みなみは、テレビドラマ初出演・初主演。

## キャスト
- 日高七海：齋藤飛鳥[4]
- 黒崎沙良：星野みなみ[4]
- 作村周（七海と沙良の主治医）：福士誠治[4]
- 日高麻子（日高七海の母）：生田智子[4]
- 岡田優斗（脳腫瘍で入院中の高校生）：中島広稀[4]
- 金沢瑞穂（看護師）：松本まりか[4]
- 院長：藤森慎吾[1]
- 岡田芳江（岡田優斗の母）：川先宏美[要出典]
- 岡田邦彦（岡田優斗の父）：三輪隆[要出典]
- 清水聖波、石上まひな、安部玲奈、加藤衛、中村敦、木三原さくら、南雲美智次、鵜澤凜花、青木愛美、篠ゆか、西村理沙、石田さくら[要出典]

## スタッフ
- 脚本：藤原忍[4]
- 演出：宝来忠昭[5]
- 医療監修：中澤暁雄[要出典]
- 技術協力：ジースタッフ[要出典]
- 美術協力：KHKアート、日映装飾[要出典]
- ロケ協力：小美玉市医療センター、熊谷市、熊谷フィルムコミッション、富津市、聖マリアンナ医科大学横浜市西部病院、ほか[要出典]
- ゼネラルプロデューサー：横地郁英[4]
- プロデュース：服部宣之、大久保直実、坪ノ内俊也[4]
- 技術&製作プロダクション：ビデオフォーカス[要出典]
- 製作著作：テレビ朝日[4]